# Saint-Sulpice-et-Cameyrac
Saint-Sulpice-et-Cameyrac is een gemeente in het Franse departement Gironde (regio Nouvelle-Aquitaine). De plaats maakt deel uit van het arrondissement Bordeaux. Saint-Sulpice-et-Cameyrac telde op 1 januari 2022 4.879 inwoners.

## Geografie
De oppervlakte van Saint-Sulpice-et-Cameyrac bedroeg op 1 januari 2022 15,04 vierkante kilometer; de bevolkingsdichtheid was toen 324,4 inwoners per km².

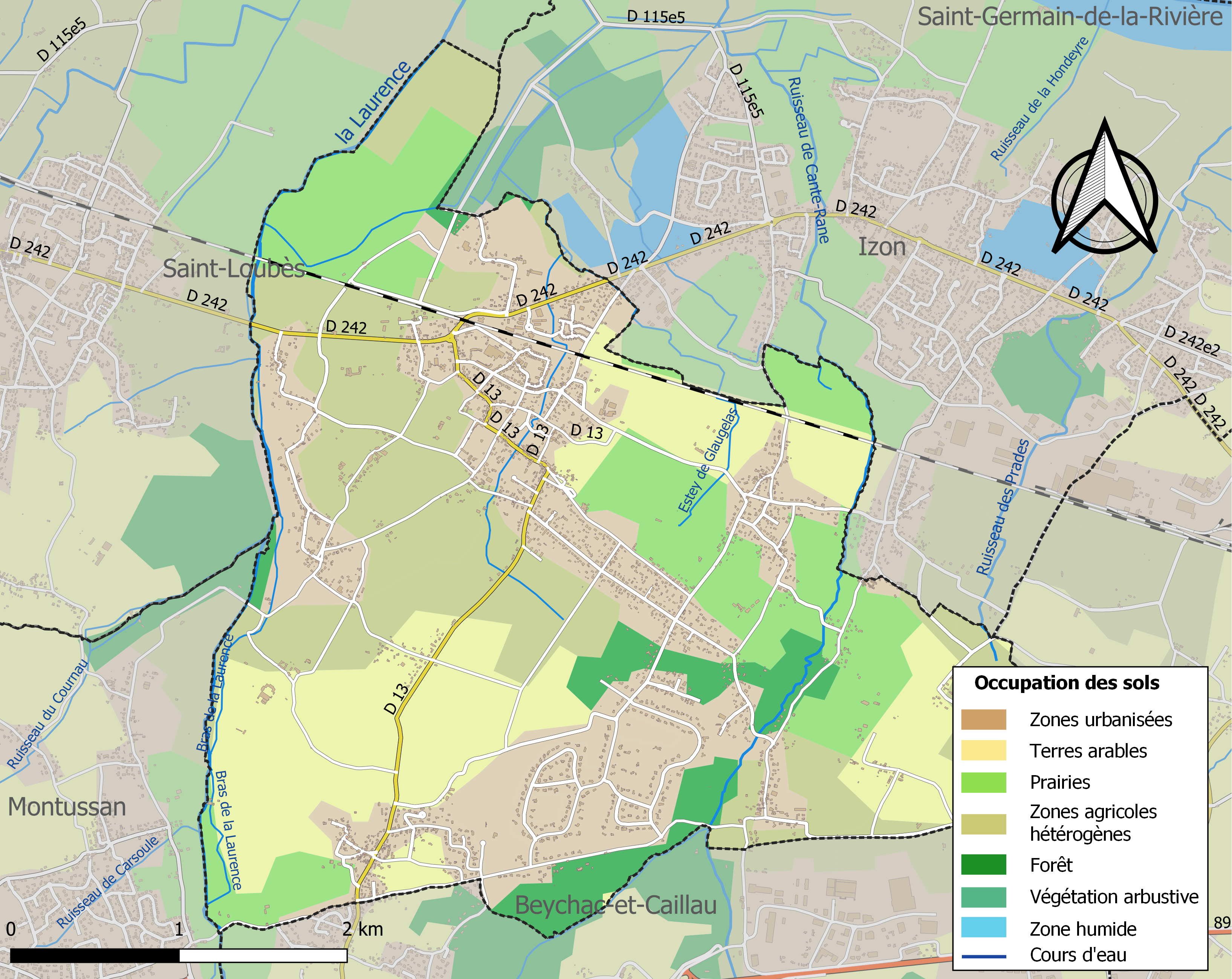
Kaart van de gemeente met belangrijkste infrastructuur, bodemgebruik en omliggende gemeenten

## Verkeer en vervoer
In de gemeente ligt de spoorweghalte Saint-Sulpice - Izon.

## Demografie
Onderstaande figuur toont het verloop van het inwonertal (bron: INSEE-tellingen).